# Cours Lieutaud
Le cours Lieutaud est une voie de la ville de Marseille.

## Situation et accès
Cette voie des 1er et 6e arrondissements de Marseille, est l'une des plus importantes voies de circulation du centre-ville de Marseille. Il relie la Canebière, via le boulevard Garibaldi, au boulevard Baille.
Le cours Lieutaud est desservi par la ligne de métro  à la station Notre Dame du Mont, et par plusieurs lignes de bus de la RTM : ligne  entre le boulevard Garibaldi et le boulevard Louis Salvator et lignes    entre le boulevard Louis Salvator et le boulevard Baille.

## Origine du nom
Cette voie a été ouverte sur des terrains appartenant à un certain Lieutaud, fils d'un riche mercier, placé à la tête de la Garde nationale de Marseille en 1790.

## Historique
Une première voie est ouverte en 1789 entre la place Castellane au sud et les portes de Rome et d’Aubagne au nord. En 1822, la municipalité envisage un prolongement vers le nord afin d'alléger la circulation sur la rue de Rome. Le percement a lieu en 1864. La réalisation rencontre des difficultés car les Ponts et Chaussées exigent une pente inférieure à 2 % afin que les lourds convois de charrettes tirées par les chevaux puissent l’emprunter et éviter la rue de Rome. Il est donc décidé de « raboter » le point le plus haut et de passer sous la rue Estelle et la rue d'Aubagne. Le pont de la rue d’Aubagne est construit en béton armé, technique innovante pour l’époque, mais, décoffré trop tôt, il s’effondre le 5 juillet 1867 faisant cinq morts parmi les ouvriers. Il est ensuite reconstruit en acier.
Connu pour ses nombreux garages d'entretien-réparation moto, le cours Lieutaud abritait en 2015, 200 locaux commerciaux dont 25 % vides. Il est caractérisé par ses deux ponts : le premier est emprunté par la rue d'Aubagne qui enjambe le cours Lieutaud pour rejoindre la place Notre-Dame-du-Mont et le second est une passerelle piétonne entre la rue d'Aubagne et la rue Estelle.
Bien que dénommé « cours », la voie est dès sa création avant tout dédiée à la circulation et pas à l'urbanisation : malgré la largeur du cours et les façades haussmanniennes, le cours Lieutaud croise un quartier composé de rues étroites qui rendent difficile la redistribution de l'important trafic qui y circule[pas clair]. La circulation automobile y est ainsi très dense (jusqu'à 3 880 véhicules comptés chaque jour entre 17 h 30 et 18 h 30) et rendue encore plus difficile par le stationnement illégal de nombreux véhicules sur la chaussée. Depuis 2012 et la piétonisation d'une partie du Vieux-Port, la circulation a augmenté de 20 %. L'ouverture de la rocade L2 a permis non seulement de réduire le trafic mais aussi de réaménager la voie.
Requalification
La « requalification » du cours  a fait l'objet d'un chantier entre mars 2019 et avril 2021,: réduction du nombre de voies destinées à la circulation des véhicules à moteur, élargissement des trottoirs, plantations d'arbres d'alignement (abattus en 1955 pour donner plus de place à la circulation automobile), et création de pistes cyclables. Cependant l'inconfort des nouveaux aménagements concernant les « modes actifs » (piéton et vélo), en partie dû à la place occupé par les  commerces de motos dans l'espace public, est dénoncé par le Collectif Vélos en Ville.

## Bâtiments remarquables et lieux de mémoire
- Au no 14, immeuble haussmannien construit en 1867 (Z. Salin, architecte)[7].
- Au no 25, immeuble haussmannien doté de quatre remarquables cariatides supportant le balcon du 2e étage Les Quatre Parties du monde, sculptées par un artiste qui n'a pas signé son œuvre[8].
- Au no 26, immeuble dit « à loyer » de style Art nouveau, construit en 1905 (Charles Héraud, architecte)[9].
- Au no 116 a été localisé le magasin Au vieux plongeur, créé à cette adresse en 1934, et qui y est resté jusqu'en 2006.
- Au no 117 a vécu Marcel Pagnol après le décès de sa mère en 1910.